# Галліате-Ломбардо
Галліате-Ломбардо, Ґалліате-Ломбардо (італ. Galliate Lombardo) — муніципалітет в Італії, у регіоні Ломбардія,  провінція Варезе.
Галліате-Ломбардо розташоване на відстані близько 530 км на північний захід від Рима, 50 км на північний захід від Мілана, 7 км на південний захід від Варезе.
Населення — 979 осіб (2014).
Покровитель — Santi Gervaso e Protaso.

## Демографія
Населення за роками:

Станом на 1 січня 2023 року в муніципалітеті офіційно проживало 56 іноземців з 20 країн, серед них 18 громадян країн Євросоюзу та 13 громадян України.

## Сусідні муніципалітети
- Аццате
- Бодіо-Ломнаго
- Даверіо
- Варезе